# Храм Гундичи

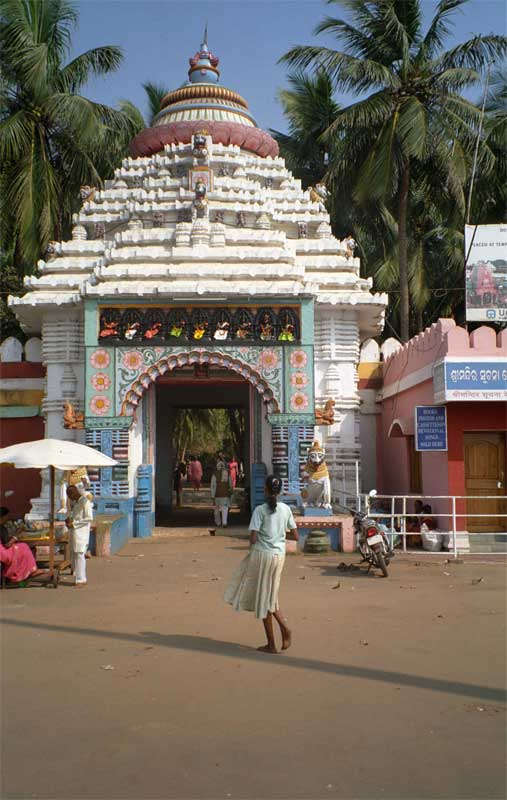
Храм Гундичи в Пури

Храм Гундичи (англ. Gundicha Temple) — индуистский вайшнавский храм в городе Пури (штат Орисса, Индия). Храм находится в трёх километрах от известного храма Джаганнатхи и имеет особое значение в культе божества Джаганнатхи. Весь год храм Гундичи стоит пустой, за исключением девяти дней в индуистский месяц ашадха, когда, во время фестиваля Ратха-ятра, в храм помещают божества Джаганнатхи, Баладевы и Субхадры, привезённые из храма Джаганнатхи на огромных колесницах в ходе торжественной процессии.
Согласно легенде, изначальный храм на этом месте был построен Гундичей — женой царя Индрадьюмны, основавшего храм Джаганнатхи.